# Arnaud Vicaire
Arnaud Vicaire is een Belgisch voormalig karateka.

## Levensloop
Vicaire werd in 2010 ESKA-Europees kampioen kumite in het Duitse Koblenz en in 2011 WSKA-vicewereldkampioen kumite in het Amerikaanse Chicago.
Tevens werd hij JKA-Europees kampioen kumite in 2011 in het Britse Crawley, in 2013 in het Duitse Konstanz, in 2014 in het Belgische Kortrijk en in 2015 in het Tsjechische Praag. Ook behaalde hij de JKA-Europese titel met het Belgisch karateteam in 2013 en 2014.